# Paroy (Seine-et-Marne)
Paroy ist eine französische Gemeinde im Département Seine-et-Marne in der Region Île-de-France. Sie gehört zum Kanton Provins im Arrondissement Provins. Die Bewohner nennen sich Paroyens.
Sie grenzt im Nordwesten an Thénisy, im Nordosten an Savins, im Osten an Jutigny, im Südosten an Les Ormes-sur-Voulzie, im Südwesten an Luisetaines und im Westen an Sigy.

## Bevölkerungsentwicklung
| Jahr      | 1962 | 1968 | 1975 | 1982 | 1990 | 1999 | 2008 | 2014 |
| --------- | ---- | ---- | ---- | ---- | ---- | ---- | ---- | ---- |
| Einwohner | 144  | 136  | 122  | 143  | 177  | 193  | 171  | 176  |

## Sehenswürdigkeiten
Siehe auch: Liste der Monuments historiques in Paroy (Seine-et-Marne)
- Kirche Saint-Ferréol-Saint-Maclou, Monument historique

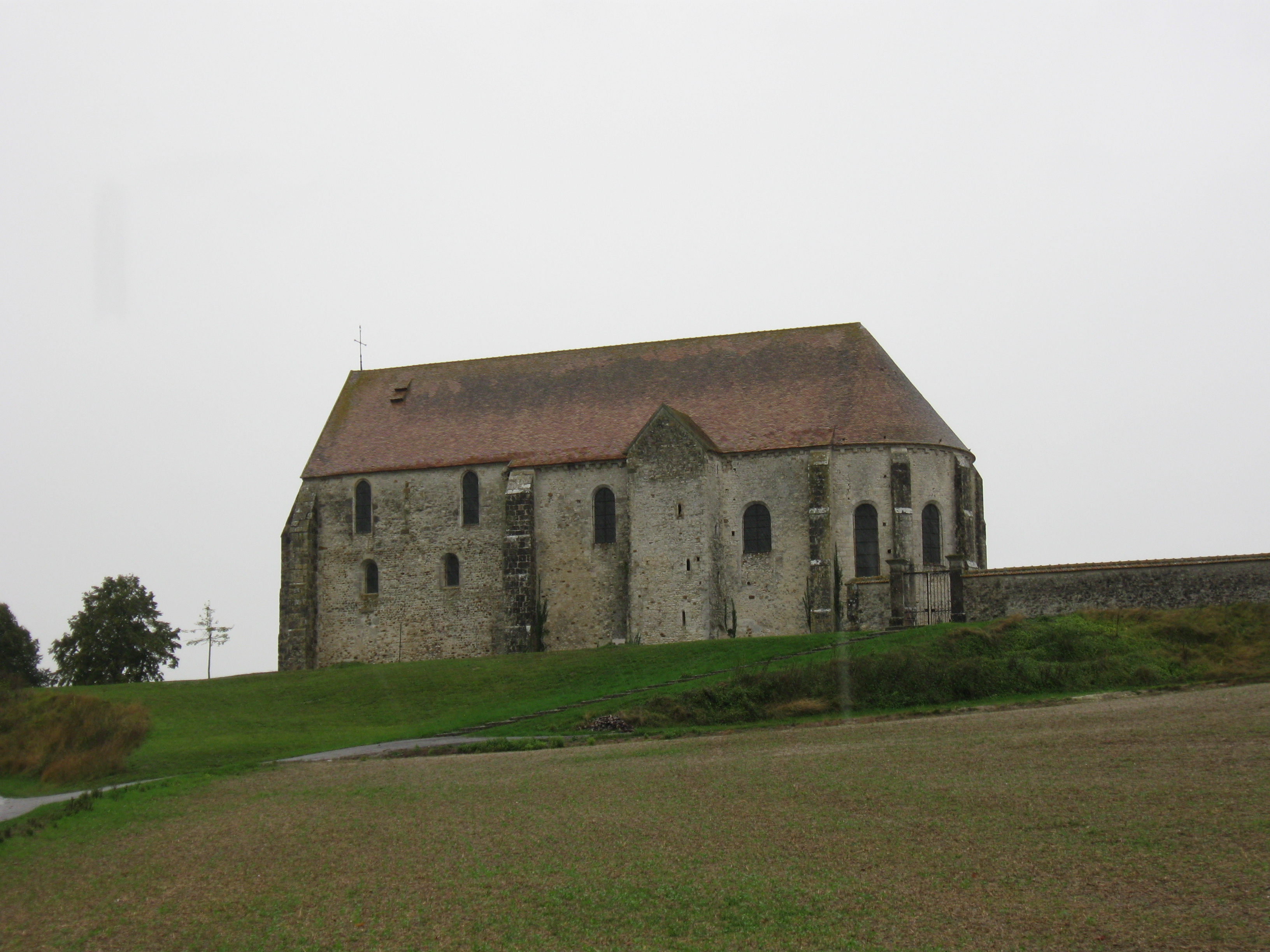
Kirche Saint-Ferréol-Saint-Maclou
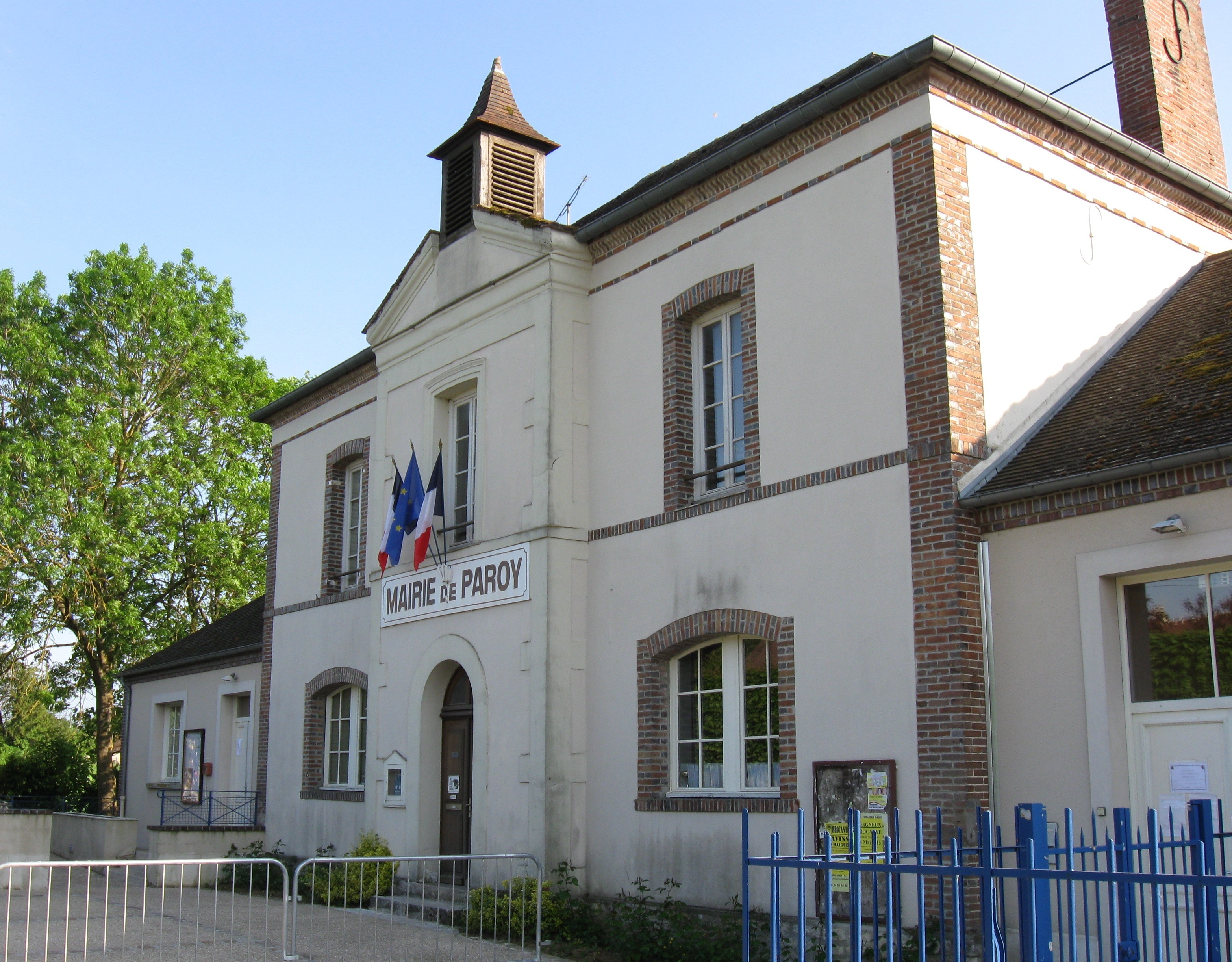
Mairie